# Mariana Verkerk
Mariana Verkerk (Schiedam, 1960) is een Nederlands-Amerikaans model, catwalkcoach, zakenvrouw en commercieel producent. Ze heeft als model de catwalk belopen voor verschillende ontwerpers, waaronder Michael Kors en Victoria's Secret. Na een succesvolle carrière als model heeft Verkerk meegewerkt aan diverse talentenjachten gericht op modellenwerk, zoals Holland's Next Top Model.

## Levensloop
Verkerk is geboren en getogen in Schiedam. Ze begon op 16-jarige leeftijd te werken voor een Amerikaanse rederij. Vier jaar later werd ze benaderd door een modejournalist, die haar overtuigde om naar New York te gaan om een modellencarrière te beginnen. Ze werd destijds echter afgewezen vanwege haar leeftijd. Na een korte onderbreking van een paar maanden, keerde Verkerk terug naar New York om daar een jonge ontwerper tegen het lijf te lopen, die haar vroeg een catwalk voor hem te lopen.

## Carrière

### Modellenleven en coaching
Verkerk kreeg een contract aangeboden bij Elite Model Management. Tijdens haar carrière bij dit bureau werkte ze samen met supermodellen als Naomi Campbell, Kate Moss en Tyra Banks. Als model reisde Verkerk de hele wereld over om modeshows te lopen voor onder andere Michael Kors, Bill Blass, Victoria's Secret, Maidenform, Escada, Gloria Vanderbilt en Paloma Picasso. Daarnaast verscheen Verkerk op de cover van verschillende vooraanstaande magazines, zoals Elle, Vogue en Harper's Bazaar. Terwijl haar carrière nog in volle gang was, werd Verkerk gevraagd om de catwalkcoach van Mogull Talent te worden, dat destijds een van de grootste en meest gerespecteerde scoutingbedrijven in de Verenigde Staten was. In 1983 werd Verkerk ook gevraagd om modetalenten klaar te stomen voor het nieuwe evenement Elite Model Look. In de loop der jaren leerde ze tienduizenden mensen hoe ze de catwalk moesten bewandelen.

### Televisiewerk
In 2005 werd Verkerk gevraagd om jurylid te worden van het programma Scandinavia's Next Top Model. Al snel volgde de jurydeelname aan de gelijknamige Nederlandse variant van het programma, Holland's Next Top Model. Tijdens de eerste editie was ze gastjurylid, maar de opvolgende vier jaar zat ze in het vaste panel. Daarnaast was ze ook te zien als jury in de twee reeksen van de Benelux. In 2013 deed Verkerk mee als kandidaat in het eerste seizoen van Atlas. Ze viel af in de vijfde aflevering. In 2016 was ze te zien in het programma Jouw Vrouw, Mijn Vrouw VIPS van RTL. Ze ruilde voor haar deelname van huis en haard met realityster Hanny Veerkamp. In 2019 was Verkerk een van de deelnemers van het twintigste seizoen van het RTL 4-programma Expeditie Robinson, ze viel als zestiende af en eindigde op de 5e plaats. In het voorjaar van 2022 was Verkerk na drie jaar te zien in het speciale seizoen Expeditie Robinson: All Stars waarin oud (halve)finalisten de strijd met elkaar gaan om de ultieme Robinson te worden. Zij viel ditmaal als twaalfde af en eindigde daarmee op een gedeelde vierde plaats met Sebastiaan Labrie. In datzelfde jaar is ze ook te zien in De Alleskunner VIPS op SBS6.

## Televisie
| Programma                     | Opmerking        | Jaar      |
| ----------------------------- | ---------------- | --------- |
| Holland's Next Top Model      | Jurylid          | 2005-2011 |
| Benelux' Next Top Model       | Jurylid en coach | 2009-2010 |
| Atlas                         | Kandidaat        | 2013      |
| Jouw Vrouw, Mijn Vrouw VIPS   | Kandidaat        | 2016      |
| Expeditie Robinson            | Kandidaat        | 2019      |
| Expeditie Robinson: All Stars | Kandidaat        | 2022      |
| De Alleskunner VIPS           | Kandidaat        | 2022      |

## Persoonlijk
Verkerk is woonachtig in New York en getrouwd met een restauranteigenaar. Samen hebben ze een zoon.